# Großer Preis von Belgien 2017
Der Große Preis von Belgien 2017 (offiziell 2017 Formula 1 Pirelli Belgian Grand Prix) fand am 27. August auf dem Circuit de Spa-Francorchamps in Spa statt und war das zwölfte Rennen der Formel-1-Weltmeisterschaft 2017.

## Bericht

### Hintergründe
Nach dem Großen Preis von Ungarn führte Sebastian Vettel in der Fahrerwertung mit 14 Punkten vor Lewis Hamilton und mit 33 Punkten vor Valtteri Bottas. In der Konstrukteurswertung führte Mercedes mit 39 Punkten vor Ferrari und mit 173 Punkten vor Red Bull Racing.
Beim Großen Preis von Belgien stellte Pirelli den Fahrern die Reifenmischungen P Zero Soft (gelb), P Zero Supersoft (rot), P Zero Ultrasoft (violett) sowie für Nässe Cinturato Intermediates (grün) und Cinturato Full-Wets (blau) zur Verfügung.
Im Vergleich zum Vorjahr gab es mehrere Veränderungen an der Strecke, die hauptsächlich der Erhöhung der Sicherheit dienten. Die Leitplanke auf der rechten Seite vor der Malmedy wurde durch eine Betonmauer ersetzt, außerdem wurden in Eau Rouge sowie in jeder Kurve von Malmedy bis Stavelot zusätzliche Reifenstapel aufgestellt. Die Curbs auf der Innenseite von Kurve 15 wurden verlängert, außerdem wurde dort eine zusätzliche Entwässerungsöffnung hinzugefügt.
Die DRS-Zonen blieben im Vergleich zum Vorjahr unverändert. Die erste Zone befand sich auf der Kemmel-Geraden und begann 310 Meter nach der Raidillon. Der Messpunkt lag 240 Meter vor dem Kurveneingang von Eau Rouge. Der Messpunkt für die zweite Zone lag 160 Meter vor der Bus-Stop-Schikane, auf der Start-Ziel-Geraden, 30 Meter nach der letzten Kurve, begann die DRS-Zone.
Mercedes verwendete bei diesem Rennen erstmals eine neue Ausbaustufe des Mercedes-AMG F1 M08 EQ Power+. Auch Haas setzte bei diesem Rennen erstmals eine weiterentwickelte Version des Ferrari 062 ein.
Hamilton bestritt seinen 200. Grand Prix.
Daniil Kwjat (zehn), Kevin Magnussen, Vettel (jeweils sieben), Jolyon Palmer, Sergio Pérez, Stoffel Vandoorne (jeweils fünf), Nico Hülkenberg, Esteban Ocon (jeweils vier), Romain Grosjean, Carlos Sainz jr., Max Verstappen (jeweils drei), Hamilton, Felipe Massa und Pascal Wehrlein (jeweils zwei) gingen mit Strafpunkten ins Rennwochenende.
Mit Kimi Räikkönen (viermal), Vettel, Hamilton (jeweils zweimal), Massa und Daniel Ricciardo (jeweils einmal) traten fünf ehemalige Sieger zu diesem Grand Prix an.
Rennkommissare waren Yves Bacquelaine (BEL), Gerd Ennser (DEU), Baham Lekhal (MRT) und Mika Salo (FIN).

### Training
Im ersten freien Training fuhr Räikkönen in 1:45,502 Minuten die Bestzeit vor Hamilton und Vettel. Das Training wurde nach einem Unfall von Massa unterbrochen.
Hamilton war im zweiten freien Training mit einer Rundenzeit von 1:44,753 Minuten Schnellster vor Räikkönen und Bottas. Da bei Massas Fahrzeug nach dem Unfall im ersten freien Training das Monocoque gewechselt werden musste, durfte er am Training nicht teilnehmen.
Im dritten freien Training fuhr Räikkönen in 1:43,916 Minuten die Bestzeit vor Vettel und Hamilton. Massa ignorierte doppelt geschwenkte gelbe Flaggen und wurde daher mit einer Rückversetzung um fünf Plätze in der Startaufstellung bestraft, außerdem erhielt er drei Strafpunkte.

### Qualifying
Das Qualifying bestand aus drei Teilen mit einer Nettolaufzeit von 45 Minuten. Im ersten Qualifying-Segment (Q1) hatten die Fahrer 18 Minuten Zeit, um sich für das Rennen zu qualifizieren. Alle Fahrer, die im ersten Abschnitt eine Zeit erzielten, die maximal 107 Prozent der schnellsten Rundenzeit betrug, qualifizierten sich für den Grand Prix. Die besten 15 Fahrer erreichten den nächsten Teil. Lance Stroll erlitt wegen Vibrationen, die von den sich beim Beschleunigen verformenden Hinterreifen ausgingen, einen Bruch des Heckflügels und konnte daher nur eine schnelle Runde fahren. Die Mercedes- und Ferrari-Piloten fuhren ihre Zeit auf der Supersoft-Mischung, alle anderen Fahrer auf Ultrasoft. Hamilton war Schnellster. Die Sauber- und Williams-Piloten sowie Kwjat schieden aus.
Der zweite Abschnitt (Q2) dauerte 15 Minuten. Die schnellsten zehn Piloten qualifizierten sich für den dritten Teil des Qualifyings. Vandoorne, der eine Startplatzstrafe erhielt, setzte keine Rundenzeit, stattdessen versuchte er, seinem Teamkollegen Fernando Alonso auf der Anfahrt zur Les Combes durch einen Windschatten einen Vorteil zu verschaffen. Hamilton war erneut Schnellster. Die McLaren-Piloten, Sainz jr. und die Haas-Piloten schieden aus.
Der letzte Abschnitt (Q3) ging über eine Zeit von zwölf Minuten, in denen die ersten zehn Startpositionen vergeben wurden. Palmer stellte sein Fahrzeug mit einem Getriebedefekt am Streckenrand ab und setzte daher keine Zeit. Hamilton fuhr mit einer Rundenzeit von 1:42,553 Minuten die Bestzeit vor Vettel, der sich auf seiner schnellen Runde vor Bus Stop durch einen Windschatten von Räikkönen einen Vorteil verschaffte, und Bottas. Es war die 68. Pole-Position für Hamilton in der Formel-1-Weltmeisterschaft, er zog somit mit dem Rekordhalter Michael Schumacher gleich.
Vandoorne wurde wegen der Verwendung des achten Exemplars von Turbolader und MGU-H, des jeweils sechsten Exemplars des Energiespeichers und der Kontrollelektronik sowie des jeweils fünften Exemplars von Verbrennungsmotor und MGU-K in dieser Saison um insgesamt 35 Startplätze nach hinten versetzt. Da auch sein Getriebe gewechselt wurde, erhöhte sich die Strafe um fünf Plätze. Da nach dem freien Training erneut ein Motorwechsel durchgeführt wurde, wurde er wegen der Verwendung des neunten Exemplars von Turbolader und MGU-H sowie des jeweils sechsten Exemplars von Verbrennungsmotor und MGU-K um weitere 25 Startplätze nach hinten versetzt, die Strafe summierte sich also nun auf 65 Startplätze. Ericsson und Wehrlein wurden wegen eines vorzeitigen Getriebewechsels ebenfalls um fünf Startplätze nach hinten versetzt. Massa erhielt die gleiche Strafe wegen des Ignorierens von doppelt geschwenkten gelben Flaggen im freien Training. Kwjat wurde wegen der Verwendung des jeweils fünften Exemplars von Verbrennungsmotor, Turbolader und MGU-H um 20 Positionen nach hinten versetzt. Da bei Palmers Wagen nach dem Qualifying ebenfalls das Getriebe gewechselt werden musste, erhielt auch er als Strafe eine Rückversetzung um fünf Plätze.

### Rennen
Beim Start blieben die Positionen an der Spitze unverändert. Hülkenberg startete schlecht, so dass Alonso und beide Force-India-Piloten an ihm vorbeigingen. In La Source überholte Hülkenberg auf der Innenseite dann zunächst wieder Ocon. Pérez hatte den falschen Motorenmodus aktiviert, so dass er bei der Zufahrt zu La Source langsamer als die nachfolgenden Fahrer war. Hülkenberg überholte ihn auf der linken Fahrbahnseite, Pérez wich nach rechts aus, wo er den ebenfalls neben ihm fahrenden Ocon berührte. Neben Hülkenberg und Ocon ging auch Magnussen an Pérez vorbei. Am Ende der ersten Runde überholte Hülkenberg dann bei der Anfahrt zur Bus-Stop Alonso.
Am Ende der ersten Runde führte Hamilton vor Vettel, Bottas, Räikkönen, Verstappen, Ricciardo, Hülkenberg, Alonso, Ocon und Magnussen. In der zweiten Runde überholte Alonso Hülkenberg, der eine Runde später wieder an Alonso vorbeiging, Pérez überholte in der gleichen Runde Magnussen. Wehrlein gab das Rennen am Ende der zweiten Runde mit einem technischen Defekt im Bereich der Hinterradaufhängung auf.
Alonsos McLaren war auf der Kemmel-Geraden deutlich langsamer als die hinter ihm liegenden Fahrzeuge, so dass hier nacheinander Ocon, Pérez und Grosjean vorbeigingen. In Runde acht wurde Verstappen zunächst langsamer, musste mehrere Fahrer passieren lassen und stellte sein Fahrzeug dann am Streckenrand ab. Die Marshals zeigten daher gelbe Flaggen, Räikkönen fuhr eine Runde später an dieser Stelle vorbei, ohne das Tempo zu drosseln. Die Rennkommissare untersuchten den Vorfall und sprachen eine Zehn-Sekunden-Zeitstrafe gegen Räikkönen aus, zudem erhielt er drei Strafpunkte.
In der zehnten Runde fuhren mit Ocon, Grosjean und Alonso die ersten Piloten unter den ersten Zehn zum Reifenwechsel, eine Runde später wechselten Hülkenberg und Massa die Reifen. In der zwölften Runde wechselte Hamilton die Reifen, er fiel auf den vierten Platz zurück. Auch Pérez wechselte die Reifen, im Gegensatz zu den anderen Piloten aus dem vorderen Feld fuhren die Force-India-Piloten mit Supersoft statt Soft. Eine weitere Runde später wechselte Bottas die Reifen, anschließend fuhren der zu diesem Zeitpunkte führende Vettel und Ricciardo zum Reifenwechsel an die Box.
Hamilton überholte den nun in Führung liegenden Räikkönen, der am Ende der Runde ebenfalls in die Box fuhr. Pérez erhielt eine Fünf-Sekunden-Zeitstrafe und einen Strafpunkt, weil er nach dem Überholmanöver gegen Grosjean die Strecke verlassen und sich so einen Vorteil verschafft hatte.
In der 17. Runde trat Räikkönen seine Zehn-Sekunden-Zeitstrafe an, er fiel auf den siebten Platz zurück. In den folgenden Runden überholte Räikkönen dann Ocon und Hülkenberg.
Pérez fuhr in der 25. Runde zum zweiten Reifenwechsel an die Box und saß dort zunächst seine Strafe ab, er fuhr anschließend erneut Supersoft. Alonso gab das Rennen an der Box auf. Zwei Runden später stoppte Ocon und wechselte ebenfalls auf Supersoft, Pérez fuhr die bis dahin schnellste Runde des Rennens. Ocon kam kurz hinter Pérez auf dem zwölften Platz auf die Strecke zurück und verkürzte den Rückstand in der Folge. In Runde 29 griff er Pérez vor der Eau Rouge an, der sich jedoch verteidigte. Dabei berührten sich die Fahrzeuge, Ocon verlor dabei einen Teil seines Frontflügels, Pérez erlitt einen Reifenschaden hinten rechts.
Um die auf der Strecke liegenden Trümmerteile zu bergen, schickte die Rennleitung das Safety-Car auf die Strecke. Alle Fahrer nutzten die Safety-Car-Phase zum erneuten Reifenwechsel, Ocon ließ dabei seinen Frontflügel wechseln. Hamilton und Bottas wechselten auf Soft, Ricciardo auf Supersoft, die anderen Piloten auf Ultrasoft. Hamilton führte vor Vettel, Bottas, Ricciardo, Räikkönen, Hülkenberg, Grosjean, Massa, Magnussen und Ocon.
Das Rennen wurde in Runde 34 wieder freigegeben. Magnussen verbremste sich beim Restart und fiel ans Ende des Feldes zurück. Vettel griff Hamilton an, der sich jedoch verteidigte und in Führung blieb. Dahinter überholten Ricciardo und Räikkönen Bottas, der seine Soft-Reifen nicht auf die erforderliche Temperatur bekam.
Vettel fuhr kurz vor Rennende die schnellste Runde des Rennens, kam jedoch nicht mehr in Schlagdistanz zu Hamilton, auch dahinter kam es zu keinen Positionsveränderungen mehr. Pérez gab das Rennen zwei Runden vor dem Ende an der Box auf.
Hamilton gewann das Rennen vor Vettel und Ricciardo. Es war Hamiltons 58. Sieg in der Formel-1-Weltmeisterschaft, davon der fünfte in dieser Saison. Vettel erzielte die neunte und Ricciardo die sechste Podestplatzierung der Saison. Die restlichen Punkteplatzierungen belegten Räikkönen, Bottas, Hülkenberg, Grosjean, Massa, Ocon und Sainz jr.
In der Gesamtwertung verkürzte Hamilton den Rückstand auf Vettel, Bottas blieb Dritter. In der Konstrukteurswertung vergrößerte Mercedes den Vorsprung auf Ferrari und Red Bull.

## Meldeliste
| Team                          | Nr. | Fahrer            | Chassis                   | Motor                         | Reifen |
| ----------------------------- | --- | ----------------- | ------------------------- | ----------------------------- | ------ |
| Mercedes AMG Petronas F1 Team | 44  | Lewis Hamilton    | Mercedes F1 W08 EQ Power+ | Mercedes-AMG F1 M08 EQ Power+ | P      |
| Mercedes AMG Petronas F1 Team | 77  | Valtteri Bottas   | Mercedes F1 W08 EQ Power+ | Mercedes-AMG F1 M08 EQ Power+ | P      |
| Red Bull Racing               | 03  | Daniel Ricciardo  | Red Bull RB13             | TAG Heuer                     | P      |
| Red Bull Racing               | 33  | Max Verstappen    | Red Bull RB13             | TAG Heuer                     | P      |
| Scuderia Ferrari              | 05  | Sebastian Vettel  | Ferrari SF70H             | Ferrari 062                   | P      |
| Scuderia Ferrari              | 07  | Kimi Räikkönen    | Ferrari SF70H             | Ferrari 062                   | P      |
| Sahara Force India F1 Team    | 11  | Sergio Pérez      | Force India VJM10         | Mercedes-AMG F1 M08 EQ Power+ | P      |
| Sahara Force India F1 Team    | 31  | Esteban Ocon      | Force India VJM10         | Mercedes-AMG F1 M08 EQ Power+ | P      |
| Williams Martini Racing       | 19  | Felipe Massa      | Williams FW40             | Mercedes-AMG F1 M08 EQ Power+ | P      |
| Williams Martini Racing       | 18  | Lance Stroll      | Williams FW40             | Mercedes-AMG F1 M08 EQ Power+ | P      |
| McLaren Honda                 | 14  | Fernando Alonso   | McLaren MCL32             | Honda RA617H                  | P      |
| McLaren Honda                 | 02  | Stoffel Vandoorne | McLaren MCL32             | Honda RA617H                  | P      |
| Scuderia Toro Rosso           | 26  | Daniil Kwjat      | Toro Rosso STR12          | Renault R.E.17                | P      |
| Scuderia Toro Rosso           | 55  | Carlos Sainz jr.  | Toro Rosso STR12          | Renault R.E.17                | P      |
| Haas F1 Team                  | 08  | Romain Grosjean   | Haas VF-17                | Ferrari 062                   | P      |
| Haas F1 Team                  | 20  | Kevin Magnussen   | Haas VF-17                | Ferrari 062                   | P      |
| Renault Sport F1 Team         | 27  | Nico Hülkenberg   | Renault R.S.17            | Renault R.E.17                | P      |
| Renault Sport F1 Team         | 30  | Jolyon Palmer     | Renault R.S.17            | Renault R.E.17                | P      |
| Sauber F1 Team                | 09  | Marcus Ericsson   | Sauber C36                | Ferrari 061                   | P      |
| Sauber F1 Team                | 94  | Pascal Wehrlein   | Sauber C36                | Ferrari 061                   | P      |

## Klassifikationen

### Qualifying
| Pos.                                                                      | Fahrer            | Konstrukteur         | Q1       | Q2         | Q3         | Start |
| ------------------------------------------------------------------------- | ----------------- | -------------------- | -------- | ---------- | ---------- | ----- |
| 01                                                                        | Lewis Hamilton    | Mercedes             | 1:44,184 | 1:42,927   | 1:42,553   | 01    |
| 02                                                                        | Sebastian Vettel  | Ferrari              | 1:44,275 | 1:43,987   | 1:42,795   | 02    |
| 03                                                                        | Valtteri Bottas   | Mercedes             | 1:44,773 | 1:43,249   | 1:43,094   | 03    |
| 04                                                                        | Kimi Räikkönen    | Ferrari              | 1:44,729 | 1:43,700   | 1:43,270   | 04    |
| 05                                                                        | Max Verstappen    | Red Bull-TAG Heuer   | 1:44,535 | 1:43,940   | 1:43,380   | 05    |
| 06                                                                        | Daniel Ricciardo  | Red Bull-TAG Heuer   | 1:45,114 | 1:44,224   | 1:43,863   | 06    |
| 07                                                                        | Nico Hülkenberg   | Renault              | 1:45,280 | 1:44,988   | 1:44,982   | 07    |
| 08                                                                        | Sergio Pérez      | Force India-Mercedes | 1:45,591 | 1:44,894   | 1:45,244   | 08    |
| 09                                                                        | Esteban Ocon      | Force India-Mercedes | 1:45,277 | 1:45,006   | 1:45,369   | 09    |
| 10                                                                        | Jolyon Palmer     | Renault              | 1:45,447 | 1:44,685   | keine Zeit | 14    |
| 11                                                                        | Fernando Alonso   | McLaren-Honda        | 1:45,668 | 1:45,090   | –          | 10    |
| 12                                                                        | Romain Grosjean   | Haas-Ferrari         | 1:45,728 | 1:45,133   | –          | 11    |
| 13                                                                        | Kevin Magnussen   | Haas-Ferrari         | 1:45,535 | 1:45,400   | –          | 12    |
| 14                                                                        | Carlos Sainz jr.  | Toro Rosso-Renault   | 1:45,374 | 1:45,439   | –          | 13    |
| 15                                                                        | Stoffel Vandoorne | McLaren-Honda        | 1:45,441 | keine Zeit | –          | 20    |
| 16                                                                        | Felipe Massa      | Williams-Mercedes    | 1:45,823 | –          | –          | 15    |
| 17                                                                        | Daniil Kwjat      | Toro Rosso-Renault   | 1:46,028 | –          | –          | 19    |
| 18                                                                        | Lance Stroll      | Williams-Mercedes    | 1:46,915 | –          | –          | 15    |
| 19                                                                        | Marcus Ericsson   | Sauber-Ferrari       | 1:47,214 | –          | –          | 17    |
| 20                                                                        | Pascal Wehrlein   | Sauber-Ferrari       | 1:47,679 | –          | –          | 18    |
| 107-Prozent-Zeit: 1:51,476 min (bezogen auf Q1-Bestzeit von 1:44,184 min) |                   |                      |          |            |            |       |

Anmerkungen
1. ↑  Palmer wurde wegen eines vorzeitigen Getriebewechsels um fünf Positionen nach hinten versetzt
2. ↑  Vandoorne wurde wegen der Verwendung der achten und neunten MGU-H, des achten und neunten Turboladers, des fünften und sechsten Verbrennungsmotors, der fünften und sechsten MGU-K, des sechsten Energiespeichers, der sechsten Kontrollelektronik in dieser Saison sowie eines vorzeitigen Getriebewechsels um insgesamt 65 Positionen nach hinten versetzt
3. ↑  Massa wurde wegen des Ignorierens von doppelt geschwenkten gelben Flaggen im freien Training um fünf Positionen nach hinten versetzt
4. ↑  Kwjat wurde wegen der Verwendung des fünften Verbrennungsmotors, des fünften Turboladers und der fünften MGU-H um 20 Positionen nach hinten versetzt
5. ↑  Ericsson wurde wegen eines vorzeitigen Getriebewechsels um fünf Positionen nach hinten versetzt
6. ↑  Wehrlein wurde wegen eines vorzeitigen Getriebewechsels um fünf Positionen nach hinten versetzt

### Rennen
| Pos. | Fahrer            | Konstrukteur         | Runden | Stopps | Zeit        | Start | Schnellste Runde |
| ---- | ----------------- | -------------------- | ------ | ------ | ----------- | ----- | ---------------- |
| 01   | Lewis Hamilton    | Mercedes             | 44     | 2      | 1:24:42,820 | 01    | 1:46,603 (35.)   |
| 02   | Sebastian Vettel  | Ferrari              | 44     | 2      | + 2,358     | 02    | 1:46,577 (41.)   |
| 03   | Daniel Ricciardo  | Red Bull-TAG Heuer   | 44     | 2      | + 10,791    | 06    | 1:47,549 (44.)   |
| 04   | Kimi Räikkönen    | Ferrari              | 44     | 3      | + 14,471    | 04    | 1:47,730 (36.)   |
| 05   | Valtteri Bottas   | Mercedes             | 44     | 2      | + 16,456    | 03    | 1:47,721 (37.)   |
| 06   | Nico Hülkenberg   | Renault              | 44     | 2      | + 28,087    | 07    | 1:48,922 (39.)   |
| 07   | Romain Grosjean   | Haas-Ferrari         | 44     | 2      | + 31,553    | 11    | 1:49,087 (37.)   |
| 08   | Felipe Massa      | Williams-Mercedes    | 44     | 2      | + 36,649    | 16    | 1:49,637 (37.)   |
| 09   | Esteban Ocon      | Force India-Mercedes | 44     | 3      | + 38,154    | 09    | 1:49,721 (37.)   |
| 10   | Carlos Sainz jr.  | Toro Rosso-Renault   | 44     | 2      | + 39,447    | 13    | 1:49,709 (39.)   |
| 11   | Lance Stroll      | Williams-Mercedes    | 44     | 2      | + 48,999    | 15    | 1:50,543 (41.)   |
| 12   | Daniil Kwjat      | Toro Rosso-Renault   | 44     | 2      | + 49,940    | 19    | 1:49,708 (39.)   |
| 13   | Jolyon Palmer     | Renault              | 44     | 2      | + 53,239    | 14    | 1:49,283 (44.)   |
| 14   | Stoffel Vandoorne | McLaren-Honda        | 44     | 2      | + 57,078    | 20    | 1:49,907 (44.)   |
| 15   | Kevin Magnussen   | Haas-Ferrari         | 44     | 3      | + 1:07,262  | 12    | 1:49,126 (36.)   |
| 16   | Marcus Ericsson   | Sauber-Ferrari       | 44     | 3      | + 1:09,711  | 17    | 1:50,775 (25.)   |
| 17   | Sergio Pérez      | Force India-Mercedes | 42     | 3      | DNF         | 08    | 1:48,300 (27.)   |
| –    | Fernando Alonso   | McLaren-Honda        | 25     | 1      | DNF         | 10    | 1:51,720 (12.)   |
| –    | Max Verstappen    | Red Bull-TAG Heuer   | 7      | 0      | DNF         | 05    | 1:51,022 (05.)   |
| –    | Pascal Wehrlein   | Sauber-Ferrari       | 2      | 0      | DNF         | 18    | –                |

## WM-Stände nach dem Rennen
Die ersten zehn des Rennens bekamen 25, 18, 15, 12, 10, 8, 6, 4, 2 bzw. 1 Punkt(e).

### Fahrerwertung
| Pos. | Fahrer           | Konstrukteur         | Punkte |
| ---- | ---------------- | -------------------- | ------ |
| 01   | Sebastian Vettel | Ferrari              | 220    |
| 02   | Lewis Hamilton   | Mercedes             | 213    |
| 03   | Valtteri Bottas  | Mercedes             | 179    |
| 04   | Daniel Ricciardo | Red Bull-TAG Heuer   | 132    |
| 05   | Kimi Räikkönen   | Ferrari              | 128    |
| 06   | Max Verstappen   | Red Bull-TAG Heuer   | 67     |
| 07   | Sergio Pérez     | Force India-Mercedes | 56     |
| 08   | Esteban Ocon     | Force India-Mercedes | 47     |
| 09   | Carlos Sainz jr. | Toro Rosso-Renault   | 36     |
| 10   | Nico Hülkenberg  | Renault              | 34     |
| 11   | Felipe Massa     | Williams-Mercedes    | 27     |
| 12   | Romain Grosjean  | Haas-Ferrari         | 24     |

| Pos. | Fahrer             | Konstrukteur       | Punkte |
| ---- | ------------------ | ------------------ | ------ |
| 13   | Lance Stroll       | Williams-Mercedes  | 18     |
| 14   | Kevin Magnussen    | Haas-Ferrari       | 11     |
| 15   | Fernando Alonso    | McLaren-Honda      | 10     |
| 16   | Pascal Wehrlein    | Sauber-Ferrari     | 5      |
| 17   | Daniil Kwjat       | Toro Rosso-Renault | 4      |
| 18   | Stoffel Vandoorne  | McLaren-Honda      | 1      |
| 19   | Jolyon Palmer      | Renault            | 0      |
| 20   | Marcus Ericsson    | Sauber-Ferrari     | 0      |
| 21   | Antonio Giovinazzi | Sauber-Ferrari     | 0      |
| –    | Jenson Button      | McLaren-Honda      | 0      |
| –    | Paul di Resta      | Williams-Mercedes  | 0      |

### Konstrukteurswertung
| Pos. | Konstrukteur         | Punkte |
| ---- | -------------------- | ------ |
| 1    | Mercedes             | 392    |
| 2    | Ferrari              | 348    |
| 3    | Red Bull-TAG Heuer   | 199    |
| 4    | Force India-Mercedes | 103    |
| 5    | Williams-Mercedes    | 45     |

| Pos. | Konstrukteur       | Punkte |
| ---- | ------------------ | ------ |
| 06   | Toro Rosso-Renault | 40     |
| 07   | Haas-Ferrari       | 35     |
| 08   | Renault            | 34     |
| 09   | McLaren-Honda      | 11     |
| 10   | Sauber-Ferrari     | 5      |